# Этвайнуры

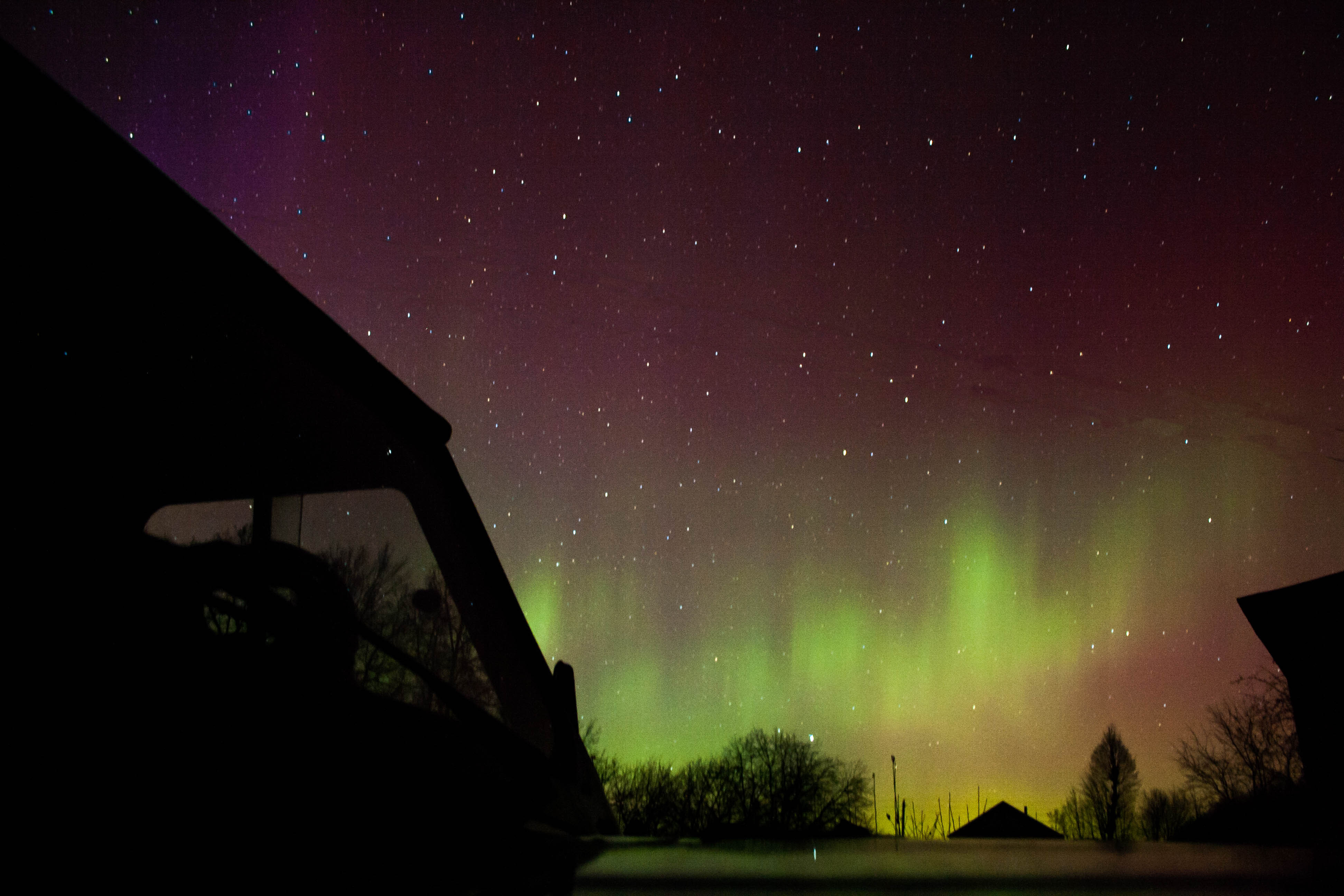
Полярное сияние, д. Этвайнуры, 17 марта 2015 года

Этвайнуры (мар. Этьывайныр) — деревня в Горномарийском районе Республики Марий Эл Российской Федерации. Входит в состав Пайгусовского сельского поселения.
Численность населения — 144 чел. (2014 год).

## Географическое положение
Деревня Этвайнуры расположена в одном километре от деревни Новая Слобода и в 7 км от посёлка Васильсурск Нижегородской области. По труднопроходимой лесной дороге через Шимваж до деревни Яштуга — 9 км. Деревня расположена на территории лесного заказника «Васильсурские дубравы». До Козьмодемьянска из Этвайнур можно добраться на машине только через Васильсурск.

## История
Деревня Этвайнуры основана в 1920-х годах переселенцами из ряда селений существовавшего тогда Еласовского района Козьмодемьянского кантона. Название деревни образовано из прозвища одного из первопоселенцев «Этеап» и «ныр» — поле.
В годы коллективизации в деревне был основан колхоз «Путь коммунизма», позднее вошедший в состав колхоза «Россия».
По состоянию на 1 января 2001 года в деревне было 60 дворов, численность населения на тот момент была 149 человек.
Основное занятие местных жителей — животноводство.

## Население
| 2002 | 2010 | 2014 |
| ---- | ---- | ---- |
| 130  | ↘110 | ↗144 |

## Люди
Композитор Ходяшев Виктор Александрович родился в этой деревне.